# Горчица (приправа)

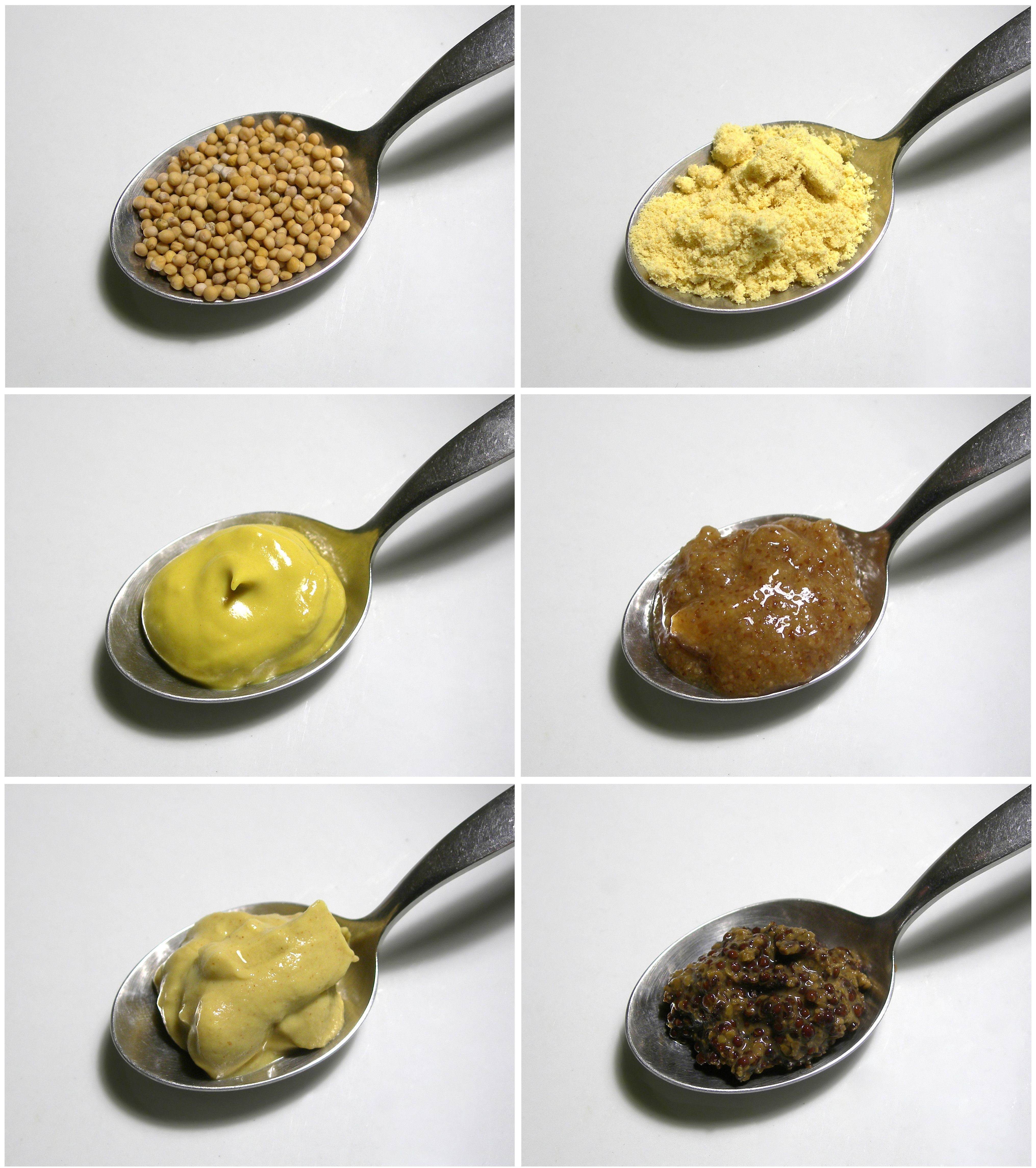
Шесть вариантов приправы:
• семена белой горчицы • молотая белая горчица
• английская горчица с куркумой • баварская сладкая горчица
• дижонская горчица • французская горчица из чёрных семян

Столо́вая горчи́ца — приправа из семян растений семейства Капустные (горчицы белой (Sinapis alba), горчицы сарептской (Brassica juncea) и горчицы чёрной (Brassica nigra)).
Для приготовления приправы целые, размолотые, истолчённые или раздавленные зёрна горчицы смешивают в пастообразную смесь с водой, уксусом, лимонным или яблочным соком, вином или другой жидкостью, с добавлением соли и других вкусовых ингредиентов. Приправа может иметь цвет от бледно-жёлтого до интенсивного оливково-жёлтого и жёлто-коричневого, вкус варьируется от сладкого до пряного.
Горчица отлично сочетается с мясными блюдами и сыром, её добавляют в салаты, бутерброды, гамбургеры и хот-доги. В качестве ингредиента горчица используется при приготовлении многих соусов, супов и маринадов. Горчица широко применяется во многих национальных кухнях.

## История
Горчица выращивалась и использовалась людьми издавна и была распространена в Старом Свете повсеместно от Европы до Китая. При этом в Европе горчица была единственной доступной острой специей. Приправу из горчицы, вероятно, впервые стали приготавливать в Римской империи. Римляне смешивали неперебродивший виноградный сок (муст) с размолотыми зёрнами белой горчицы и получали острую приправу. Рецепт приправы из горчицы имеется в кулинарной книге De re coquinaria, составленной в IV или V веке. В рецепт входят размолотые зёрна горчицы, перец, тмин, любисток, испечённые на огне семена кориандра, укроп, сельдерей, тимьян, душица (орегано), лук, мёд, уксус, гарум и растительное масло. Приправа применялась при приготовлении жареного на вертеле кабана.
Считается, что именно римляне завезли семена чёрной горчицы в Галлию, где её начали выращивать на виноградниках. В X веке монахи аббатства Сен-Жермен-де-Пре в Париже начали собственное производство столовой горчицы, имелась даже специальная должность mustardarius — монах, который готовил приправу для всего монастыря. При приготовлении использовали проращённые зёрна, истолчённые вручную, предпочитали чёрную горчицу. Использовали всевозможные добавки — перец, вино, мёд, изюм, сахар, измельчённые сухари. Горчичный соус употребляли преимущественно с холодными блюдами, считая его согревающей приправой. Подавали к свежей и вяленой рыбе, кабанине, солонине, зельцу. В королевском регистре производители горчицы в Париже впервые отмечены в 1292 году. В 1390 году установлены правила, запрещавшие добавление в горчицу любых компонентов, кроме качественных горчичных зёрен и уксуса.
В XIII веке признанным центром производства горчицы стал Дижон. О том, насколько популярной была горчица в Дижоне, свидетельствуют сохранившиеся с 1336 года письменные счета за 320 литров горчичной приправы, съеденной гостями одного лишь званого ужина у герцога Бургундского. В 1777 году в Дижоне было создано первое товарищество по производству горчицы по оригинальной рецептуре с использованием белого вина, здесь появилась и первая машина по производству горчицы. В 1937 году для дижонской горчицы была введена сертификация подлинности происхождения. Благодаря давней истории производства горчицы Дижон считается «горчичной столицей мира».
В Англии горчица появилась в XII веке. Зёрна горчицы измельчали в ступке и посыпали порошком еду, подобно молотому перцу. Первое письменное упоминание горчицы находится в книге The Forme of Cury, которую написал главный повар короля Ричарда II. Горчичные зёрна грубого помола смешивали с мукой и корицей, добавляли воду, из горчичного теста скатывали шарики и высушивали. В таком виде заготовленную горчицу было удобно хранить, а по мере потребности из неё делали горчичную пасту, размачивая шарики в уксусе, вине или сидре. Лучшей считалась горчица с хреном, которую делали в Тьюксбери: горчицу отсюда везли в Лондон и другие части Англии. Эта горчица даже удостоилась упоминания в пьесе Шекспира «Генрих IV» (часть 2).
В России первое упоминание о горчице появилось в 1781 году в работе известного агронома А. Т. Болотова «О битье горчичного масла и о полезности оного». В 1784 году в имении графа Бекетова в Поволжье была произведена первая горчичная мука из местного сорта горчицы, позднее изготовили ручную маслобойку. В 1810 году внедрено оборудование на паровой тяге и начато промышленное производство жёлтой сарептской горчицы и горчичного масла.
На Всемирной выставке в Сент-Луисе в США в 1904 году была представлена новинка — жёлто-коричневая горчица, которую впервые в истории использовали для приготовления хот-догов.

## Вкусовые качества

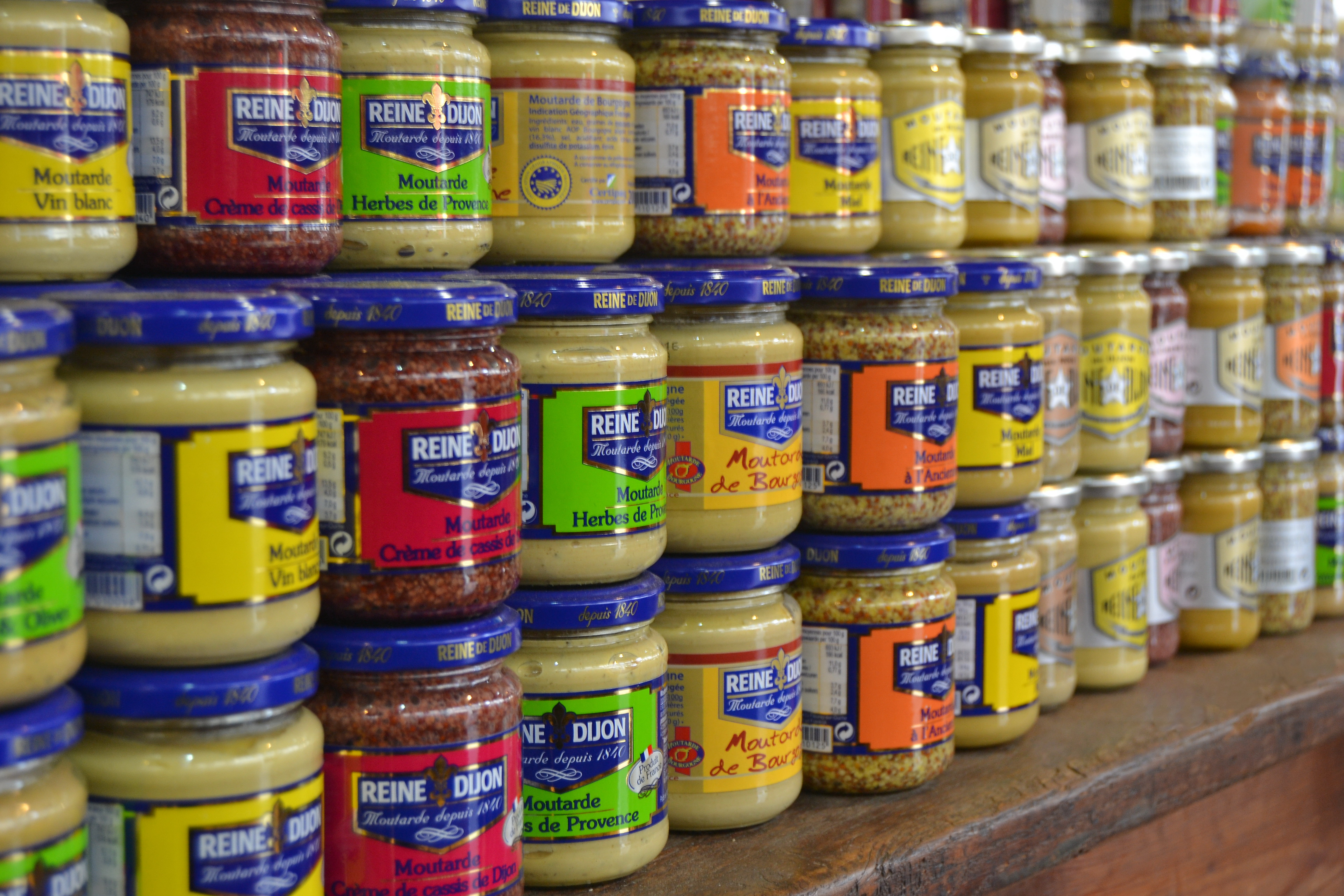
Многообразие сортов дижонской горчицы

Собственный вкус горчичного семени острый и жгучий. В тканях всех частей растения содержатся обычные для семейства капустных глюкозинолаты, такие как синигрин, мирозин и синальбин, а также фермент мирозиназа. В присутствии воды смесь этих веществ образует изотиоцианаты (горчичные масла), в том числе аллилогорчичное масло (аллилизотиоцианат), обуславливающее жгучий вкус горчицы. При разрушении клеток, содержащих связанные сахаром глюкозинолаты, мирозиназа расщепляет молекулы и высвобождает едкие сернистые соединения, одновременно удаляя горечь. Действие фермента мирозиназы зависит от температуры — при высокой температуре он инактивируется. Это свойство используют при приготовлении горчичной пасты: крепость горчицы регулируется температурой жидкости. Горчица, приготовленная при комнатной или чуть более высокой температуре (до 38 °C), будет острой. Если размолотые или раздавленные зёрна залить кипятком, расщепление глюкозинолатов остановится и горчица получится более мягкой и сладкой. Если целые зёрна горчицы нагреть, они будут обладать не едким, а ореховым запахом и при этом сохранят горький вкус.
Едкие сернистые соединения летучи и быстро выдыхаются, но в кислой жидкости — уксусе, вине или яблочном соке — сохраняются на более долгий срок. Острый вкус готовой горчицы сохранится дольше, если хранить приправу в непрозрачной закрытой ёмкости в прохладном месте. Благодаря антибактериальным свойствам горчица не поражается плесенью или бактериями и не испортится никогда, однако может высохнуть, потемнеть и потерять аромат.
В готовой горчице оттенки вкуса зависят от других компонентов, использованных при её приготовлении, — соли, уксуса, придающего кислый вкус, сахара. Для придания яркого жёлтого цвета в горчицу иногда добавляют куркуму.

## Использование в кулинарии
Традиционно горчицу подают к столу в качестве приправы и ароматизатора к холодным и горячим мясным блюдам, используют при приготовлении уличных блюд с сосисками или колбасками.
Горчица используется как компонент при приготовлении соусов, в том числе голландского соуса и майонеза. Горчица имеет свойство стабилизировать смесь несмешивающихся жидкостей, таких как масло и вода, выступая эмульгатором. Кроме того, в голландском соусе горчица предотвращает сворачивание белков.
Зёрна и порошок горчицы добавляют в маринады в качестве консерванта.
Горчицей смазывают поверхность мяса, птицы или рыбы перед запеканием: горчица предохраняет нежный продукт от пригорания, препятствует вытеканию сока, образует пикантную корочку и ароматизирует блюдо.
В Бельгии и Нидерландах из горчицы, сливок, петрушки, чеснока и кусочков солёного сала варят горчичный суп.
С целыми зёрнами коричневой горчицы готовят ветчину и ростбиф, а японцы используют её в маринаде для сырой рыбы. Семена чёрной горчицы, обжаренные на сухой сковороде, обладают ореховым привкусом и популярны в Индии как приправа к салатам и горячим блюдам. Из обжаренных в масле пророщенных семян сарептской горчицы в Индии и Китае делают приправу для мясных, овощных и мучных блюд.

## Разновидности сырья

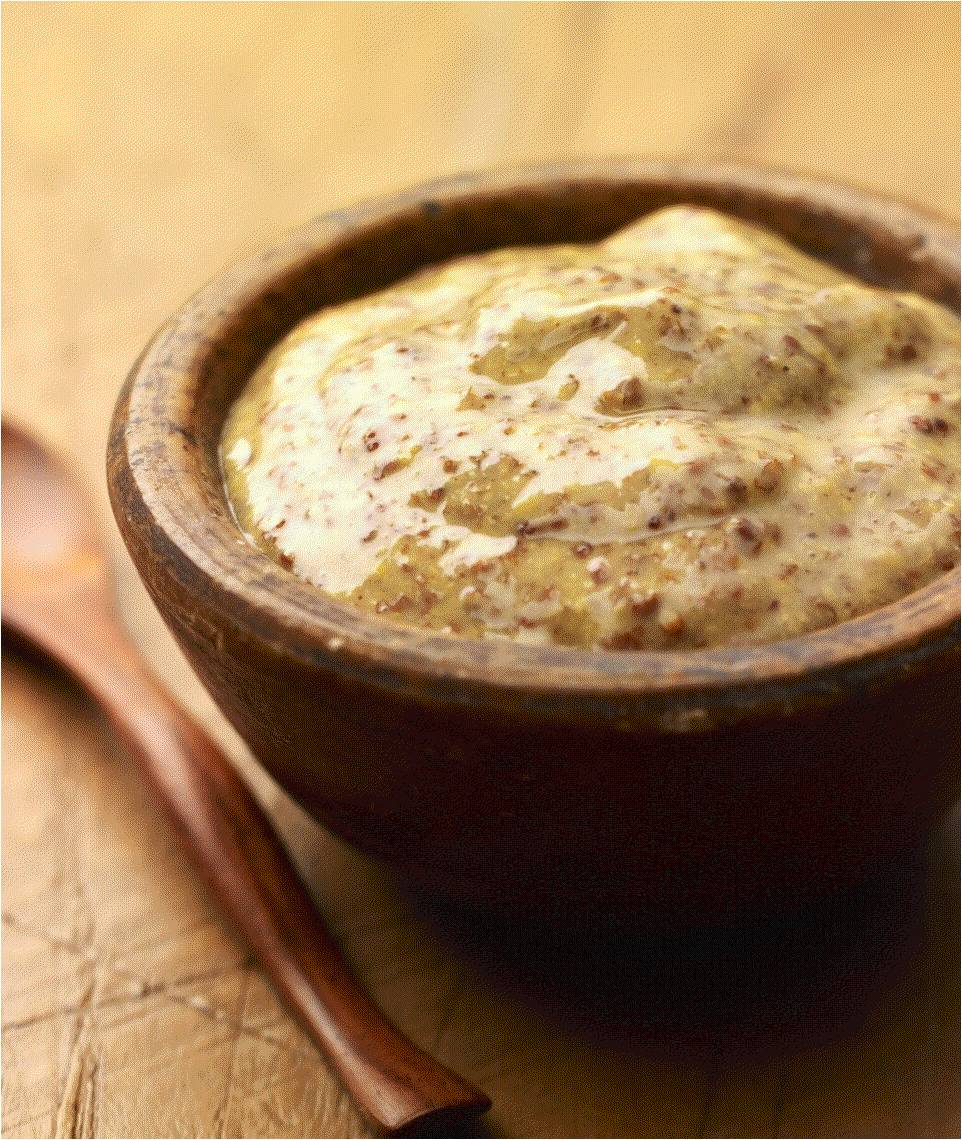
Креольская горчица

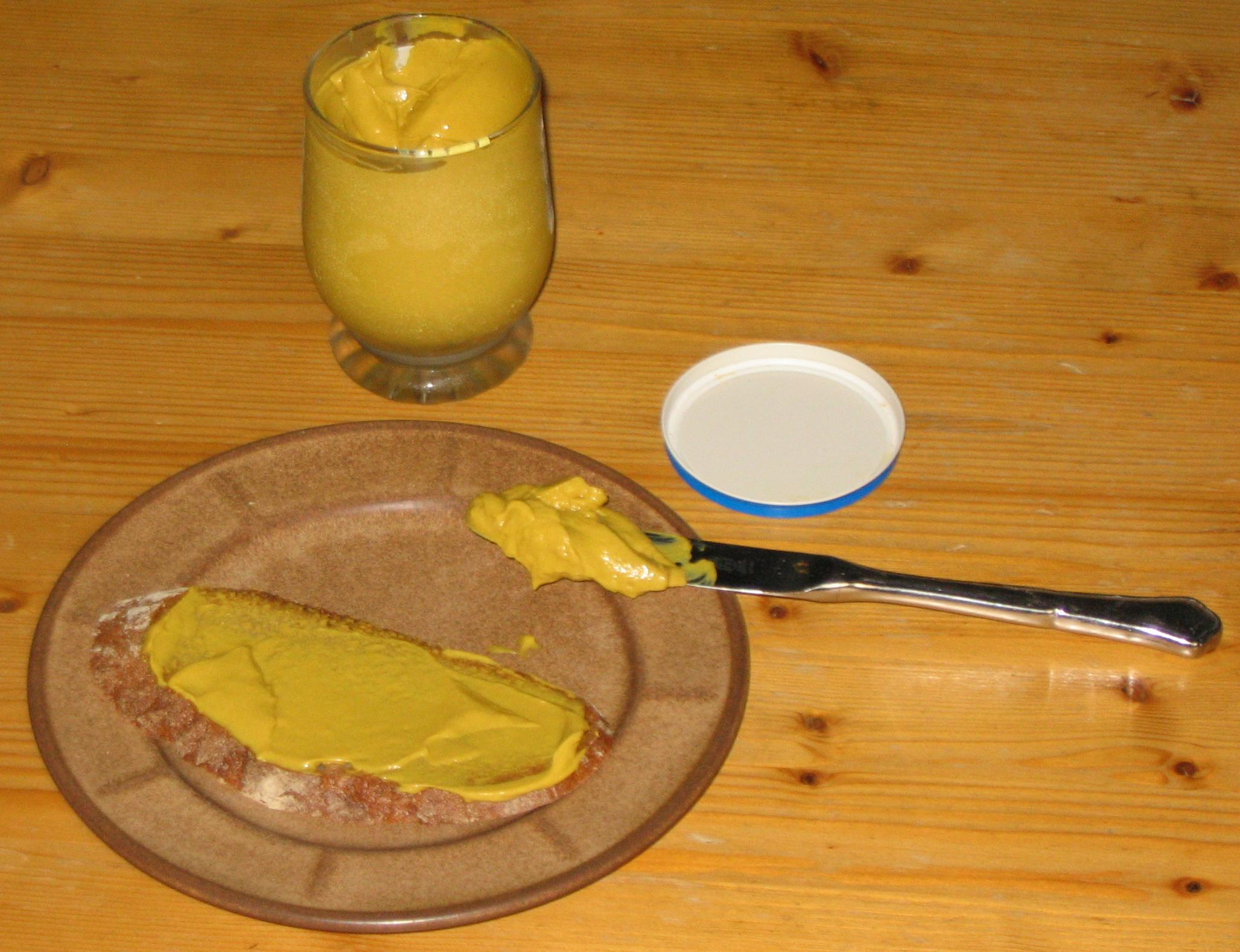
Хлеб с горчицей

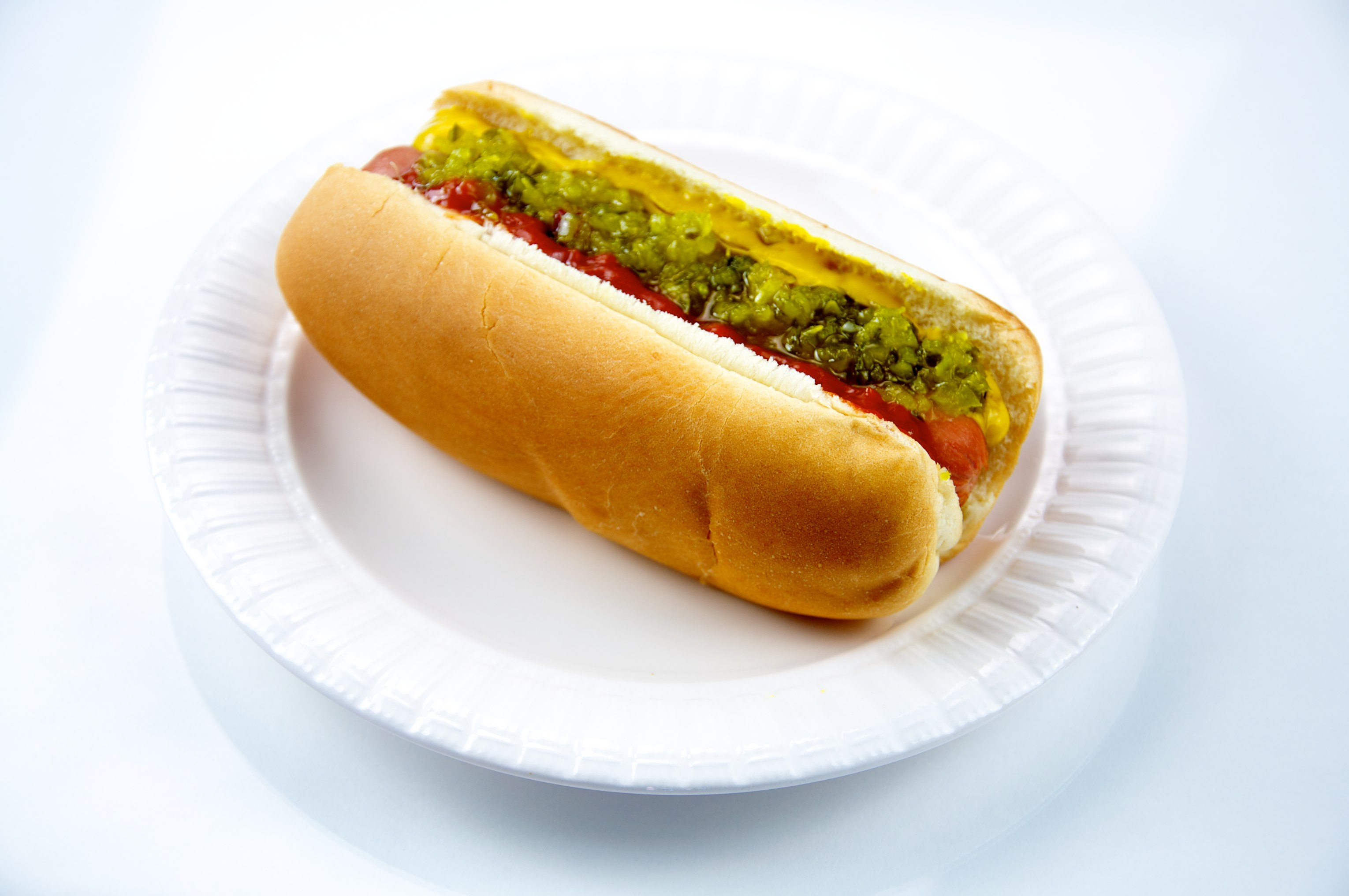
Хот-дог с американской горчицей

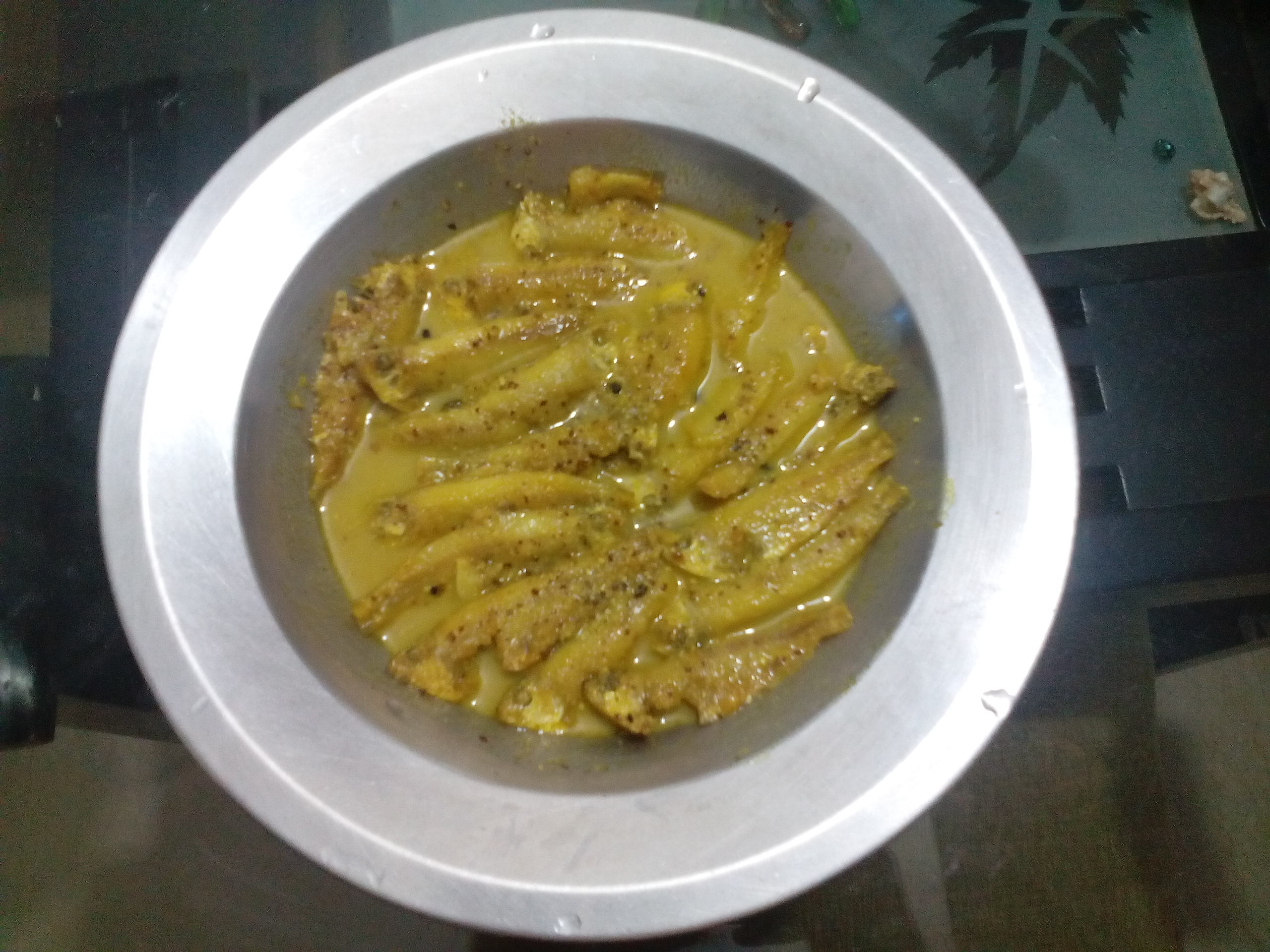
Бенгальское горчичное карри

Горчицу производят из семян трёх видов растений семейства капустных — горчицы белой, сарептской и чёрной.
Чёрная горчица (Brassica nigra), которую называют также настоящей или французской, выращивается в Южной Европе, преимущественно в Италии и Франции. Её семена мелкие, тёмные, имеют жгучий вкус и запах, обусловленный высоким содержанием синигрина. Этот вид используется для производства высококачественной горчицы, в том числе дижонской горчицы и соуса равигот. Производство чёрной горчицы сопряжено с определёнными сложностями: её стручки быстро раскрываются и значительная часть урожая теряется. Поэтому часто в классических французских рецептах чёрную горчицу заменяют коричневой, или сарептской.
Горчица сарептская (Brassica juncea), она же сизая или русская, а также коричневая, китайская, индийская, представляет собой довольно крупные зёрна коричневого цвета, по кулинарным свойствам близка к чёрной горчице, но содержит меньшее количество синигрина. Часто продаётся в виде светло-жёлтого порошка. Из неё изготавливают обычную столовую горчицу, она чаще других используется в европейских рецептах. Сарептскую горчицу выращивают в Средней Азии, на Дальнем Востоке, в Поволжье, на Украине.
Белая горчица (Sinapis alba), она же жёлтая, английская горчица, происходит из Европы, имеет крупные светлые семена. В отличие от чёрной и коричневой, вкус белой горчицы определяет гликозид синальбин, менее едкий, проявляющийся более во вкусе, чем в запахе. Эта горчица используется в маринадах, приправа из белой горчицы наиболее популярна в США. Большая часть мирового урожая белой горчицы выращивается в Канаде.

## Сорта готовой горчицы
Многие народы со времён средневековья[когда?]

 имеют собственные традиции приготовления и употребления горчицы. Вкус сортов горчицы может сильно отличаться в разных странах. В большинстве стран Европы и в США предпочитают мягкую горчицу с большим количеством всевозможных вкусовых добавок. В России и Польше чаще употребляют острую горчицу из коричневых зёрен без смягчающих остроту добавок. О разнице во вкусах горчицы эмоционально высказался персонаж раннего рассказа Чехова: 
Смерть! — говорит он, вытирая слёзы, выступившие после куска ветчины, густо вымазанного горчицей. — Уф! В голову и во все суставы ударило. А вот от вашей французской горчицы не будет этого, хоть всю банку съешь.А. П. Чехов, «На чужбине»
Острую горчицу легко приготовить в домашних условиях. Для этого горчичный порошок размешивают до нужной густоты с вином, уксусом, пивом или водой и дают настояться около десяти минут, добавляя по вкусу сахар. Такую горчицу обычно готовят непосредственно перед подачей на стол, потому что она может выдыхаться довольно быстро.
- Американская жёлтая горчица готовится из семян белой горчицы и уксуса с большим количеством сахара и подкрашивается куркумой, имеет жидкую консистенцию[9][11][13][18].
- Английская горчица в Англии известна под названием «горчица по старинному рецепту». В её состав входят смесь мягкого и острого горчичного порошка и небольшое количество грубо дроблёных зёрен. Горчицу разводят яблочным соком, сидром или уксусом[2].
- Баварская (мюнхенская) горчица производится из зёрен белой горчицы грубого помола с добавлением карамельного сиропа, имбиря, перца и можжевельника. Приправа готовится при высокой температуре, имеет очень мягкий сладковатый вкус[13][18][20].
- Бордоская (французская) горчица — приправа из смеси белой и сарептской горчицы с эстрагоном и сахаром, замешанная на смеси виноградного сусла с уксусом[9][20].
- Гардал (донская горчица) делается с добавлением рассола солёных огурцов[21].
- Дижонская горчица (фр. Moutarde de Dijon) традиционно производилась из чёрной горчицы и вержуса. Современная дижонская горчица производится из смеси семян чёрной и коричневой горчицы, очищенных от шелухи, некоторые сорта приправы содержат белое вино. Дижонская горчица мягкая, обладает тонкой текстурой и богатым вкусом без чрезмерной кислотности, с лёгким привкусом трав. Горчицу по этой рецептуре производят во всём мире, на неё приходится около половины мирового потребления. Во Франции выпускают более двадцати сортов дижонской горчицы, в том числе разных цветов. На экспорт обычно реализуют более мягкие сорта. Самый жгучий вариант дижонской горчицы намного мягче русской горчицы[1][2][7][9][11][18][22].
- Итальянская фруктовая горчица (итал. mostarda di frutta) готовится из горчичного порошка, белого вина, мёда и специй и содержит крупные куски свежих, консервированных или сушёных фруктов[2][11][18].
- Китайская горчица — приправа из горчичного порошка и воды, острая и не обладающая нюансами вкуса[2].
- Креольская горчица изготовлена из маринованных зёрен сарептской (индийской) горчицы с добавлением натёртого хрена[23].
- Горчица из Мё — обладающая шероховатой текстурой и своеобразным вкусом приправа из смеси толчёных и измельчённых зёрен чёрной горчицы с уксусом и специями. Продаётся в закупоренных глиняных горшочках[9].
- Немецкая горчица — сладковато-кислая горчица из чёрных семян и уксуса, подаваемая к немецким колбасам[9].
- Орлеанская горчица — вариант дижонской горчицы с белым уксусом вместо виноградного сока или вина[9].
- Провансальская горчица готовится на основе бордоской с добавлением чеснока, красного перца, базилика и мёда[9][20].
- Русская горчица — острая приправа из порошка сарептской горчицы с добавлением растительного масла и уксуса[18].

В стремлении улучшить вкусовые качества русской горчицы повара́ сдабривали приправу различными добавками. Промышленность производит горчицу по разнообразным рецептурам, составляющим довольно обширный ассортимент:
- - «Ароматная» — на уксусном настое душистого и горького перцев, лаврового листа, корицы, гвоздики и мускатного ореха[9].
  - «Ахтубинская» — с томатной пастой и красным перцем[24].
  - «Волгоградская» — с яблочным пюре, базиликом и корицей[25].
  - «Городская» — с добавлением душистого и горького перца и гвоздики[26].
  - «Домашняя» — с добавлением яблочного пюре и специй[27].
  - «Московская» — с растительным маслом и уксусом, настоянным на душистом перце, гвоздике и лавровом листе[9].
  - Горчица с хреном — изготавливается из смеси чёрных и коричневых зёрен грубого помола и хрена[9].

## Влияние на организм человека
Летучие вещества, содержащиеся в горчице, стимулируют аппетит, способствуют слюноотделению, активизируют обмен веществ, облегчают переваривание белков и расщепляют жиры.
С давних времён[когда?]

 горчице приписывали целебные свойства. Ею лечили зубную боль, простуду, одышку, кишечные болезни, заболевания мочеполовой системы. Горчицу, смешанную с вином, использовали как противовоспалительное средство внутрь и для полосканий. В виде пластырей и компрессов применяли горчицу при хронических болях. Считалось, что горчица способна изгонять яды, разгонять кровь и просветлять разум.
В наши дни[когда?]

 также считается, что при употреблении в качестве приправы горчица стимулирует пищеварение, способствует профилактике запоров и кишечных инфекций, улучшает циркуляцию крови и снижает риск заболеваний сердечно-сосудистой системы. Наружно горчицу используют в качестве согревающего средства. В народной медицине семена горчицы применяются для лечения желудочно-кишечных заболеваний, в качестве слабительного, рвотного и успокоительного средства. Встречаются упоминания и противоопухолевых свойств глюкозинолатов, изотиоцианатов и индолов. При туберкулёзе и воспалительных заболеваниях почек употребление горчицы в пищу противопоказано.
Употребление очень острой горчицы может вызвать слюнотечение, жжение языка, нёба и горла. Все части растений горчицы, в том числе зёрна и горчичный порошок, могут вызвать аллергию и стать причиной анафилактического шока. С 2005 года продукция, реализуемая в Европейском союзе, в случае наличия в её составе горчицы должна иметь указание об этом на упаковке.